# Fonsomme
Fonsomme (até 2011: Fonsommes) é uma comuna francesa na região administrativa de Altos da França, no departamento de Aisne. Estende-se por uma área de 9,6 km². Em 2010 a comuna tinha 487 habitantes (densidade: 50,7 hab./km²).